# هاروت پامبوکجیان
هاروت یسایی پامبوکجیان (ارمنی: Հարութ Եսայիի Փամբուկչյան؛ زادهٔ ۱ ژوئیه ۱۹۵۰ در ایروان) یک خواننده موسیقی سبک پاپ اهل ارمنستان که هم‌اکنون ساکن ایالات متحده آمریکا است. وی از سال ۱۹۷۰ میلادی تاکنون مشغول فعالیت بوده است.
ترانه‌های دنس، فولک، انقلابی و رمانتیک وی را در میان ارامنه سرتاسر دنیا سرشناس نموده است.

## زندگی‌نامه
در اوان جوانی سازهای همچون بوزوکی، ساز، دهل و پیانو را آموخت. دیرتر گروه موسیقی با عنوان "اربونی را تشکیل داد. ذوق موسیقایی خویش را از مادرش که خواننده بود کسب نموده بود. گروه اربونی ترانه‌هایی از شارل آزناوور، الویس، دیپ پرپل در سرتاسر ارمنستان اجرا می‌نمود. به واسطه محدودیت‌های دوره اتحاد شوروی، هاروت و اکثر خانواده اش ارمنستان شوروی را در سال ۱۹۷۵ ترک نمودند. پس از یکسال زندگی در لبنان، او به لس آنجلس رفت و ساکن هالیوود شد.
دو ماه پس از ورودش به لس آنجلس، هاروت یک گروه موسیقی استودیویی تشکیل داد و نخستین آلبوم خویش را با عنوان «کجا بودی خداوند» در ارتباط با «نسل‌کشی ارمنی‌ها» در استودیو کواد تک تهیه و ضبط نمود
هاروت در ترانه‌های خویش از اشعار هنرمندانی همچون «روبن هاخوردیان»، «روبرت آمیرخانیان»، «آرتور مسچیان» استفاده می‌نماید.
یک سال پس از زمین‌لرزه اسپیتاک که در آن ۲۵٬۰۰۰ نفر کشته شده و تعداد زیادی بی خانمان شدند، هاروت ۲۸ کنسرت برای التیام موقتی دردهای تعداد بیشمار هواداران خود در ورزشگاه هرازدان و مجموعه کارن دمیرچیان برگزار نمود.
همسر وی روزانا پامبوکجیان در روز ۱۲ دسامبر ۲۰۱۳ در سن ۵۶ سالگی در اثر بیماری سرطان درگذشت و در آرامگاه فارست لان مموریال پارک به خاک سپرده شد.

## آلبوم‌ها

### استودیویی
- ۱۹۷۷ کجا بودی خداوند (Where were You God)
- ۱۹۷۸ چکامه برای میهن (Ballad to the homeland)
- ۱۹۷۹ از بامداد تا شامگاه (From morning to evening)
- ۱۹۸۰ به یاد آنهایی که زندگیشان را بخشیدند In Memory Of Those Who Gave Their Lives
- ۱۹۸۱ ترانه‌های میهن‌پرستانه Patriotic Songs
- ۱۹۸۲ تا سپیده‌دم (Until dawn), double album
- ۱۹۸۳ آن سوی رودخانه (On the other side of the river)
- ۱۹۸۴ Yerp Alegodz Dzovu Vra (On the wavy sea)
- ۱۹۸۵ سال‌ها گذشت (Years have passed)
- ۱۹۸۶ دوستان ترک کرده (Departed friends)
- ۱۹۸۷ Hoy Nazan
- ۱۹۸۸ چشمان ارمنی (Armenian eyes)
- ۱۹۸۹ Knas Parov (Goodbye)
- ۱۹۹۰ شامگاه در ایروان (Evening at Yerevan)
- ۱۹۹۰ آی فرزندان (For the Armenian children)
- ۱۹۹۲ سالگرد مبارک (Happy Anniversary)
- ۱۹۹۴ راه‌های بینگولی (The roads of Bingeol), feat. روزان پامبوکجیان
- ۱۹۹۶ ترانه نیز دعا است (The song is also a prayer), feat. روبن هاخوردیان
- ۱۹۹۷ آلبوم طلایی
- ۲۰۰۰ هاروت ارمنی‌ها (Harout of the Armenians)
- ۲۰۱۳ زندگی من

## جوایز و افتخارات
وی برندهٔ جوایزی همچون هنرمند افتخاری جمهوری ارمنستان شده است.

## نگارخانه

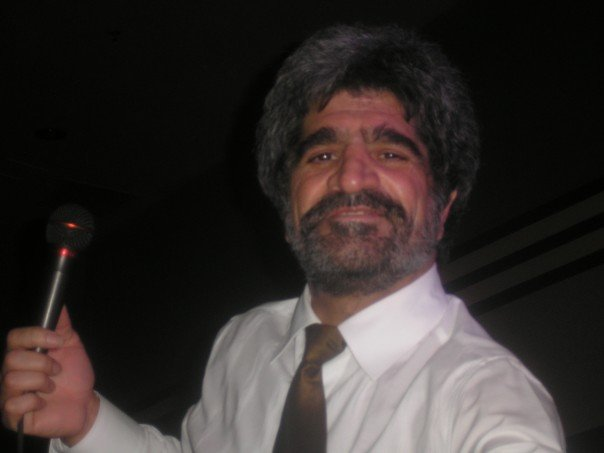
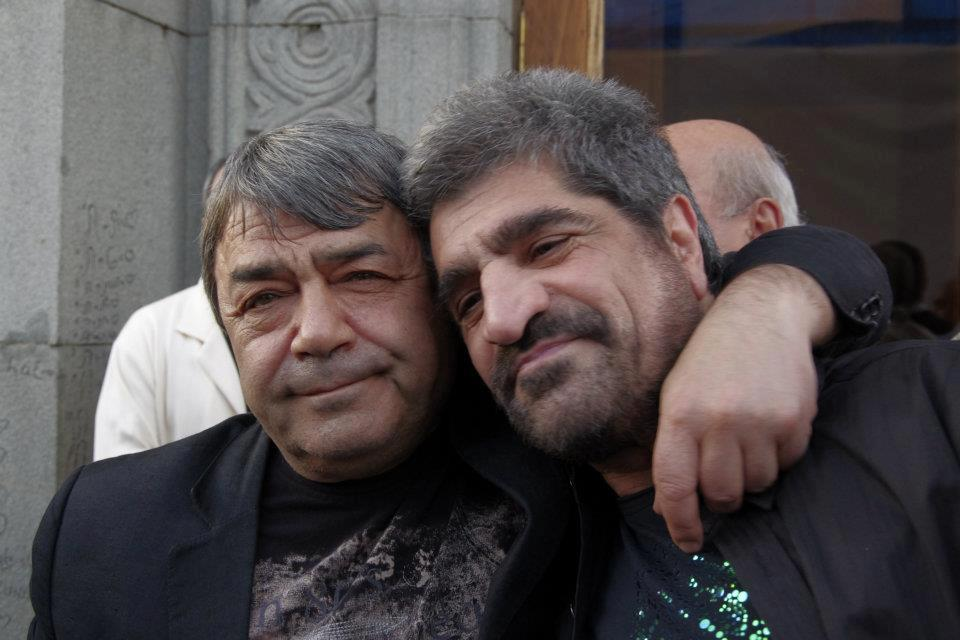
روبن هاخوردیان (چپ) و هاروت پامبوکجیان (راست) ایروان ۲۰۱۲